# Ouragan Arthur (2014)
Pour l’article homonyme, voir Cyclone tropical Arthur.
L’ouragan Arthur est le premier système tropical, et le premier à recevoir un nom, de la saison cyclonique 2014 dans l'océan Atlantique nord. De façon inhabituelle, Arthur provient d'une dépression des latitudes moyennes s'étant formée en Caroline du Sud et qui est devenue tropicale en sortant sur les eaux du Gulf Stream le 28 juin. Prenant de la vigueur au cours des jours suivants, le système est devenu un ouragan de catégorie 1 à 480 km au sud-ouest du Cap Hatteras le 3 juillet, puis la catégorie 2 avant de toucher les Outer Banks de Caroline du Nord. Ressortant rapidement sur des eaux plus froides, Arthur longe la côte Est des États-Unis à partir du 4 juillet au matin tout en se dirigeant vers les provinces de l'Atlantique canadienne et l'est du Québec. Il devient extratropical tôt le 5 juillet avant de frapper le sud-ouest de la Nouvelle-Écosse, puis se dirige rapidement vers le golfe Saint-Laurent et l'Atlantique en tant que forte dépression des latitudes moyennes le 6 juillet au matin.
Arthur a inondé les routes et causés de nombreuses pannes électriques le long de la côte de la Caroline du Nord à la côte de la Nouvelle-Angleterre aux États-Unis. Au Canada, plus de 200 000 foyers ont été privés d'électricité dans les provinces atlantiques et des dommages par l'onde de tempête, la pluie et les vents ont été rapportés aussi au nord que la Gaspésie. Cependant, Arthur n'a fait aucune victime.

## Évolution météorologique

Boucle satellite montrant le déplacement d’Arthur.

Le 25 juin 2014, le National Hurricane Center (NHC) prévoit la possibilité de la formation d'une cyclogenèse tropicale dans les prochains jours au Sud-Est des États-Unis. Le 27 juin, une zone dépressionnaire se forme en Caroline du Sud et se déplace au sud-est émergeant à l'ouest de l'océan Atlantique le 28 juin. Elle se développe en dépression tropicale nommée Une tôt dans la journée du 1er juillet. Du 30 juin au 1er juillet, Arthur se situe au-dessus des Bahamas,. Les bandes de pluie externes ont laissé de faibles accumulations de pluie sur les Bahamas, dont 32 mm à Freeport,.
Un vol de reconnaissance de la Garde nationale aérienne des États-Unis et les données du radar météorologique ont permis de déterminer qu’Arthur était devenu un ouragan de catégorie 1 dans l'échelle de Saffir-Simpson le 3 juillet à 9 h UTC à environ 480 km au sud-ouest du cap Hatteras, Caroline du Nord. Le 3 juillet en fin de journée, Arthur a atteint la catégorie 2 (3 h 15 UTC le 4 juillet ou 23 h 15 locale le 3 juillet) avec des vents de 160 km/h, puis a touché la côte à Shackleford Banks en Caroline du Nord, entre Cape Lookout et Beaufort. La pression centrale la plus basse a été de 973 hPa, notée un peu ensuite la nuit du 3 au 4 juillet.
En retournant à l'océan, Arthur est retombé à la catégorie 1 et se dirigeant vers le nord-est sur des eaux de plus en plus froides, il est retombé au niveau de tempête tropicale la nuit du 4 juillet au 5 juillet à 105 km au sud-ouest de Yarmouth (Nouvelle-Écosse),. Tôt le matin du 5 juillet, le système est devenu post-tropical et est passé au nord-est de Yarmouth, touchant la côte près de Port Maitland/Meteghan (comté de Digby), en direction du golfe du Saint-Laurent à 30 km/h, ses vents soutenus soufflant toujours à 110 km/h. Le 6 juillet à 11 h 45 UTC, les puissants restes d’Arthur se situait à 75 km à l'ouest-nord-ouest de Port-aux-Basques, Terre-Neuve, à 986 mb et donnant toujours des coups de vent. Il s'est ensuite éloigné vers la mer du Labrador

## Préparatifs

### États-Unis
|  |                         |  |                                    |
|  | Avertissement d'ouragan |  | Avertissement de tempête tropicale |
|  | Alerte de tornade       |  | Veille de tornade                  |
|  | Avis de crue            |  | Bulletin météorologique spécial    |

De nombreux avertissements météorologiques ont été émis le long de la côte Est des États-Unis lors du développement et du déplacement d’Arthur. Quand le système est devenu tropical le 1er juillet, l'avertissement de tempête tropicale s'étendait de Fort Pierce à Flagler Beach en Floride. À 9 h locale, le bulletin a été étendu vers la côte de la Caroline du Sud et de la Caroline du Nord, alors qu'une veille d'ouragan était émise les Outer Banks. Plus tard, les avertissements pour la Floride ont été terminés et ceux pour la Caroline du Nord augmentés à des avertissements d'ouragan,.
Le gouverneur de Caroline du Nord, Pat McCrory, a déclaré l'état d'urgence pour 25 comtés avant l'arrivée d’Arthur. Quatorze refuges ont été ouverts et le pont Bonner sur la route 12 a été fermé. L'évacuation obligatoire de l'île Hatteras et d'autres secteurs côtiers a été ordonné et environ 4 300 résidents sont partis de l'île d'Ocracoke, même si l'évacuation y était seulement volontaire. Certains directeurs des mesures d’urgence du comté de Hyde (Caroline du Nord) n’ont pas suivi une suggestion d’évacuation obligatoire.
Parce que l’onde de tempête associée avec Arthur couperait probablement la route 12 qui traverse les Outer Banks, de l’équipement lourd a été déployé à proximité afin de déblayer le sable et autres débris. Pour les préparatifs, 150 membres de la Garde nationale de Caroline du Nord et 400 policiers de la police de la route de l’État ont été chargés de faciliter les évacuations et de surveiller les côtes. Le service de traversiers de la baie de Pamlico a été suspendu ainsi que toutes les célébrations du Jour de l'Indépendance américaine. Les célébrations pour le 4 et 5 juillet ont été également remises le long de la côte, du Maryland à Boston,,.
Le National Weather Service et la garde-côte ont prévenu la population des dangers de courants d'arrachement et de fortes mers pouvant entraîner les baigneurs au large, même dans les zones loin de la trajectoire de l’ouragan. Le National Park Service a fermé les parcs Mémorial national aux frères Wright et Cape Lookout National Seashore avant l’arrivée de la tempête. Plusieurs lignes aériennes ont annulé leurs vols aux aéroports le long de la trajectoire d’Arthur. Les autorités de la base aérienne Seymour Johnson, Goldsboro (Caroline du Nord), ont envoyé 58 avions vers Dayton (Ohio) pour éviter tout dommage par le vent.

### Canada
Des avertissements de tempête tropicale donnant des vents violents, précipitations abondantes et des ondes de tempête ont été émis par le Service météorologique du Canada le 4 juillet pour la Nouvelle-Écosse, une bonne partie du Nouveau-Brunswick et l'île du Prince-Édouard. L'extrême est du Québec (dont la Gaspésie) est lui mis en avertissements de pluie et d'onde de tempête. Certaines régions de Terre-Neuve sont mises en avertissements de vents et de pluie. Les prévisionnistes attendent des vents de plus de 90 km/h sur le sud-ouest de la Nouvelle-Écosse et jusqu'à 150 mm de pluie sur le Nouveau-Brunswick.
En Nouvelle-Écosse, Nova Scotia Power a assemblé effectifs et matériel en prévision de réparer les bris qu’Arthur ne manqueraient pas de causer. De nombreux événements prévus pour la fin de semaine du 5 et 6 juillet ont été annulés ou remis dans les provinces de l’Atlantique, incluant le festival de musique folk Stan Rogers à Canso, île du Cap-Breton. Les propriétaires de bateaux, dont les pêcheurs, ont pris des mesures pour sécuriser leurs propriétés.

## Impact

### États-Unis

#### Caroline du Nord

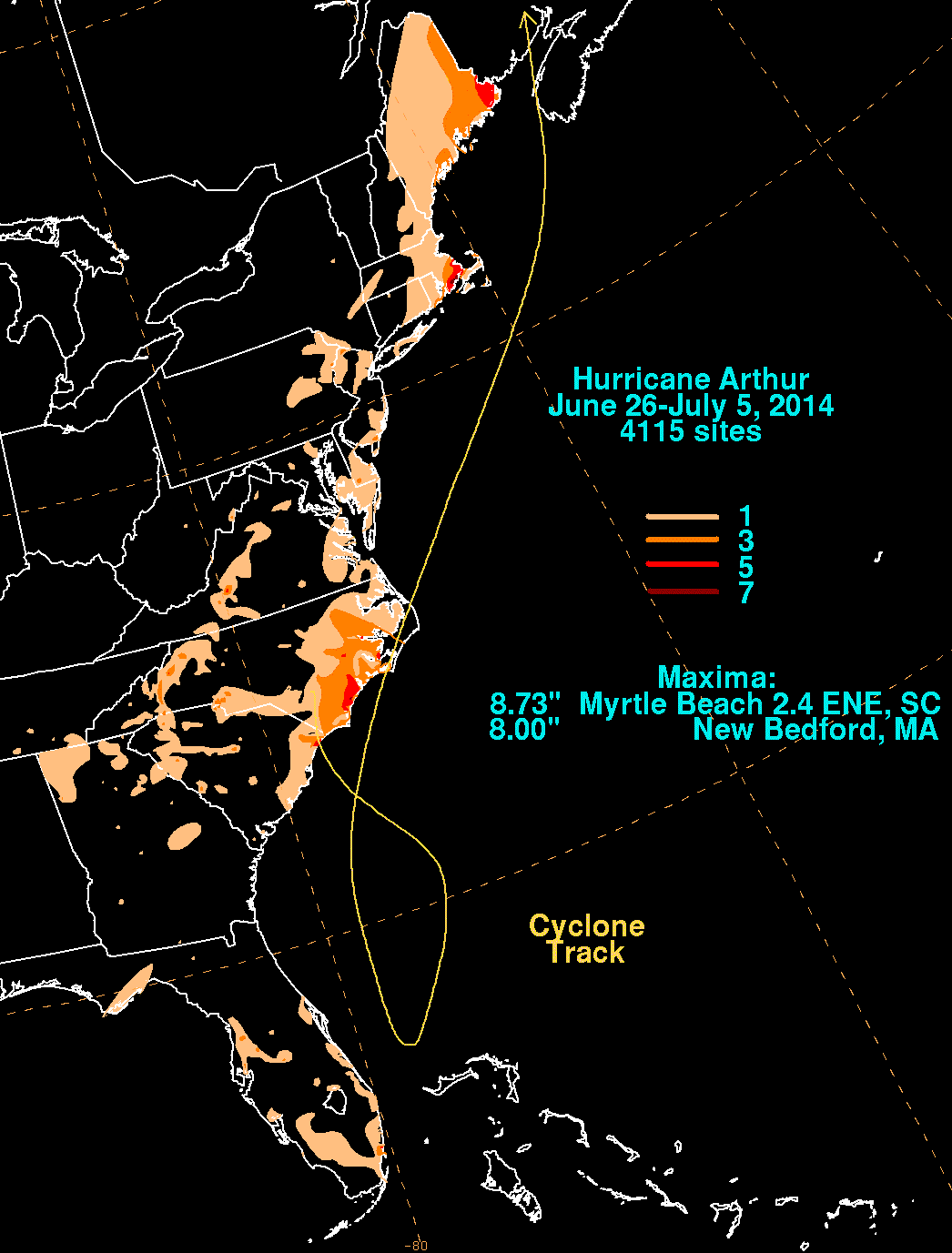
Accumulations de pluie aux États-Unis
(1 pouce = 25.4 mm)

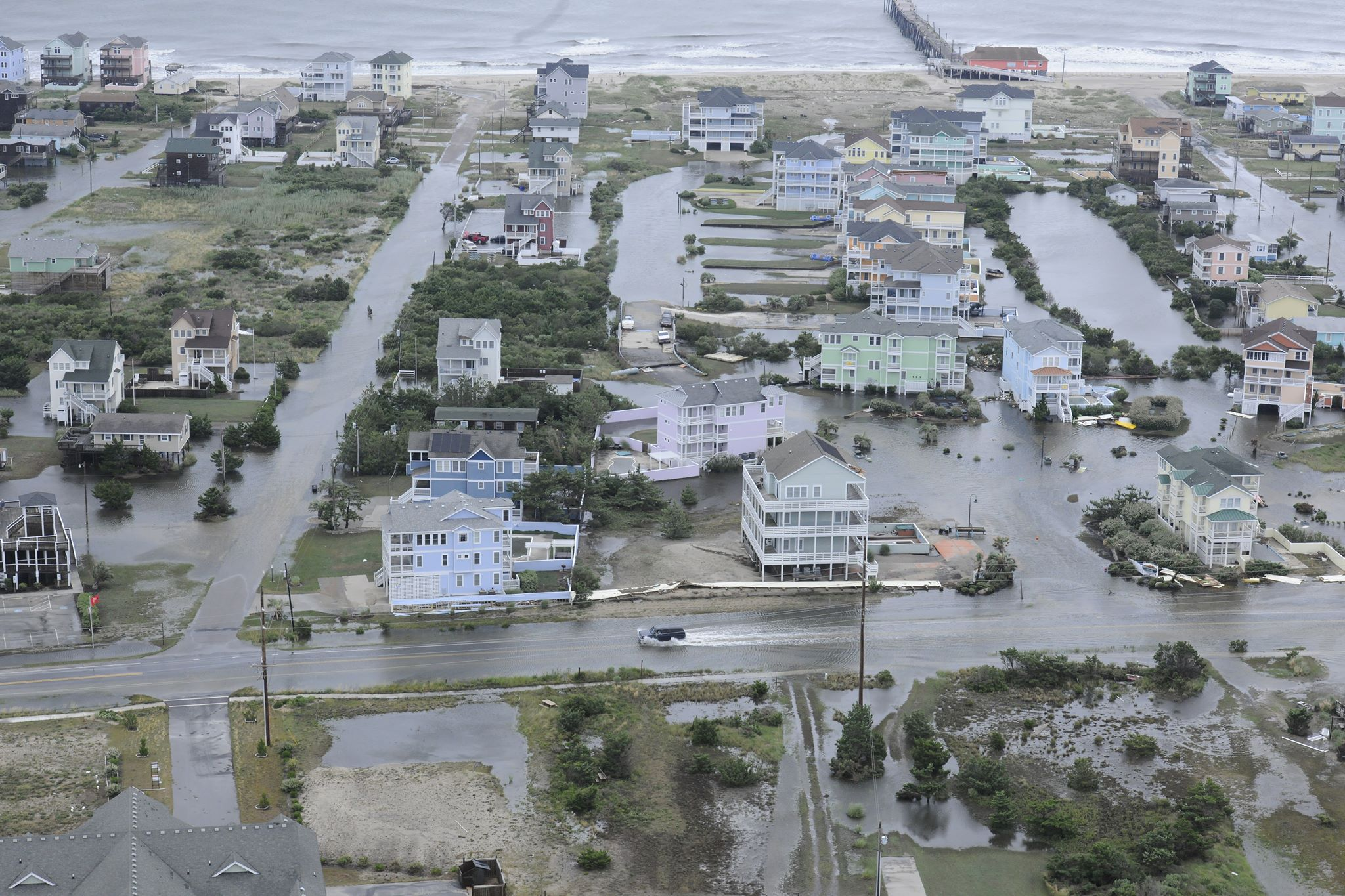
Inondation du quai de Rodanthe sur l’île Hatteras par l’onde de tempête d’Arthur.

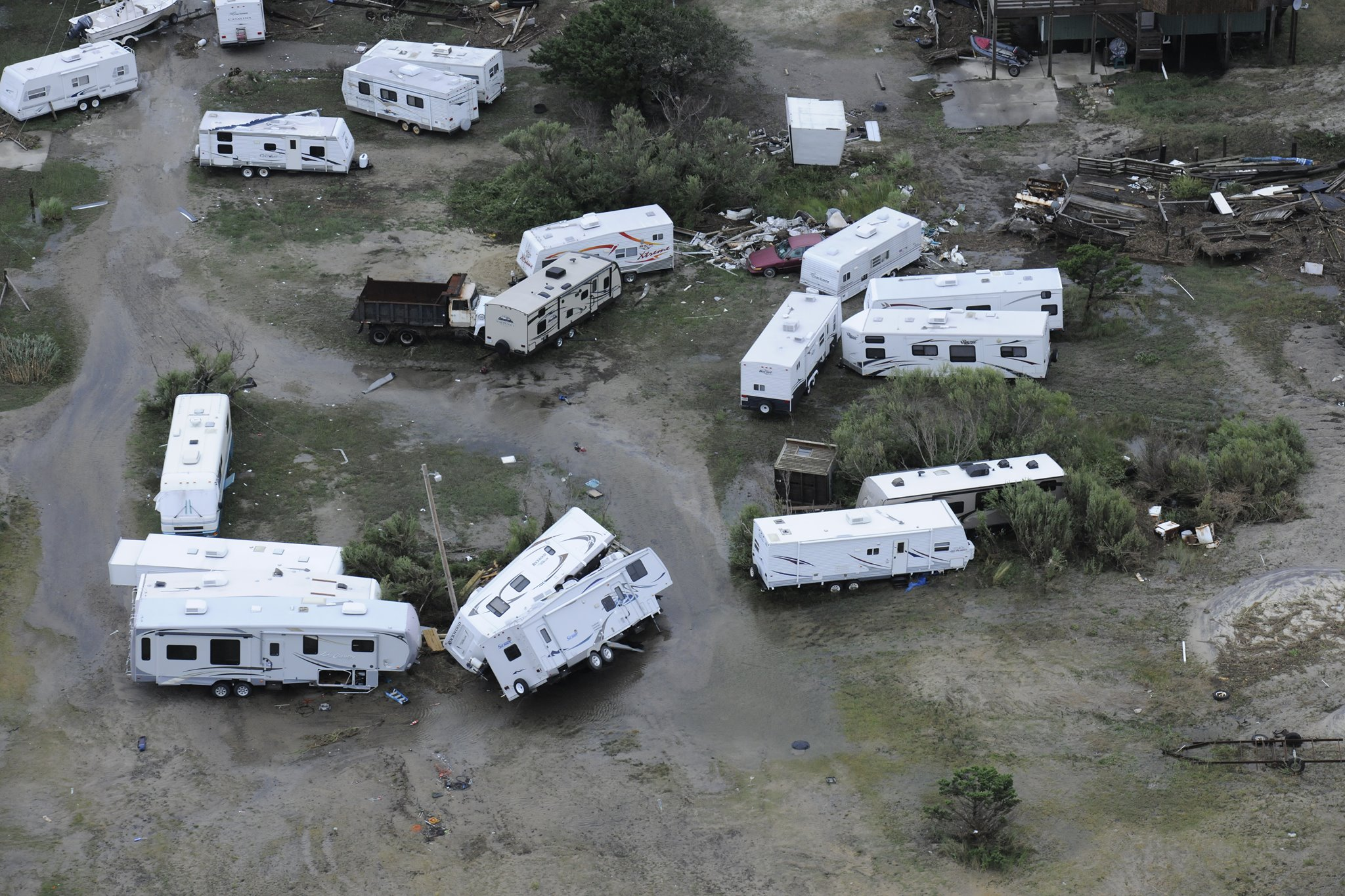
Maisons mobiles renversées en Caroline du Nord

En touchant la côte le 4 juillet, Arthur est l’ouragan le plus hâtif des annales à frapper la côte de Caroline du Nord. À Cape Lookout, le vent soutenu noté a été de 124 km/h, avec des rafales de 163 km/h. Une tornade de magnitude EF1 tornado a causé des dégâts à deux structures et plusieurs arbres dans le comté de Duplin et un entonnoir nuageux a été vu près de Elm City,. Les fortes pluies ont affecté toute la région des Outer Banks. La plus grande quantité a été signalée à St. James avec 105 mm.
Quelques vols ont été annulés à cause d’Arthur mais relativement peu car l’ouragan est resté au large. Plusieurs zones côtières ont été inondées par la surcote qui a atteint par endroits de 90 à 182,9 cm, en particulier le centre-ville de Wilmington, et les plages ont subi une forte érosion,,. La seule route vers l’île Hatteras a été fermé à cause des inondations et des débris. À Manteo, une partie de la route 64 a été fermée pour les mêmes raisons.
Environ 44 000 clients ont été privés d'électricité, dont 16 500 dans le comté de Craven. La compagnie Duke Energy a dû envoyer 500 monteurs de lignes pour rétablir le courant. À Wrightsville Beach, l’ouragan a soufflé les bardeaux de plusieurs toits et les branches des palmiers. Plusieurs maisons du comté de Berty ont subi des dommages par le vent.
Finalement, les pertes ont été cependant minimes avec un estimé de 1,98 million $US dans le comté de Dare, surtout sur l’île Hatteras, avec 161 structures ayant subi des dommages importants. Aucune perte de vie n’est à signaler et seulement 7 blessés ont été rapportés.

#### Nouvelle-Angleterre et Maine

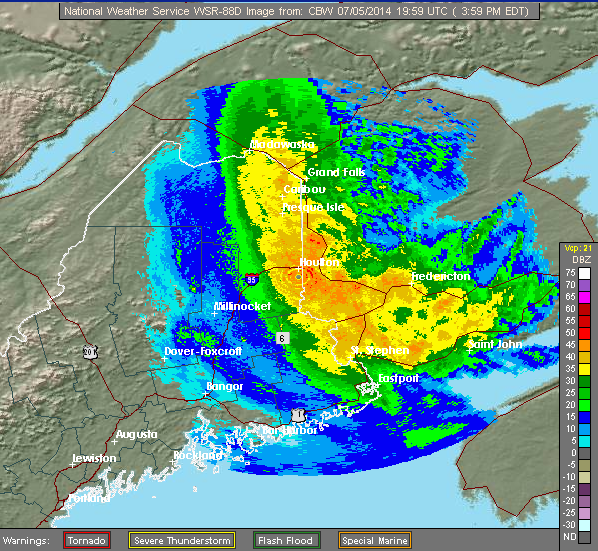
Image radar des pluies sur le Maine et le Nouveau-Brunswick.

Arthur est passé juste au large du cap Cod (Massachusetts). Des vents soutenus de 76 km/h, avec rafales à 101 km/h, ont soufflé sur Nantucket. Il est tombé jusqu’à 203 mm de pluie à New Bedford, 183 mm à Plymouth et 159 mm à Fairhaven (Massachusetts).
La pluie forte et l’onde de tempête ont causé des inondations localement le long de la côte et la police d’État du Massachusetts a dû fermer des tronçons de l’Interstate 195 allant vers le Rhode Island, de la route d’État 18 et de la route fédérale 6 comme mesure préventive. Les pluies ont également donné une crue des rivières qui ont débordé à New Bedford. D’autres inondations mineures ont été rapportées, incluant le tunnel de l’Interstate 93 près de Leverett Circle à Boston et le New Bedford Whaling Museum (en). Le service de traversiers a été interrompu du continent vers Martha's Vineyard et Nantucket. La compagnie d'électricité NSTAR a signalé 8 451 clients sans électricité, dont la plupart au Cap Cod, et National Grid 1 900. Plusieurs bateaux ont été jetés sur les rives au Cap Cod.
Dans le Maine, de nombreux arbres déracinés ont été rapportés et plus de 19 000 clients ont été privés d'électricité,. Jusqu’à 156 mm de pluie sont tombés à Pembroke.
Au Vermont, 1 600 ont manqué de courant.

### Canada
De puissantes dépressions post-tropicales comme Arthur produisent des vents de fort à violent du secteur sud à droite de leur trajectoire. Ils donnent aussi des vents violents du secteur nord jusqu'à une certaine distance à gauche de celle-ci. Dans le cas d’Arthur, les vents ont été particulièrement intenses dans la vallée d'Annapolis en Nouvelle-Écosse, dans le sud et l'est du Nouveau-Brunswick et sur la Gaspésie au Québec.

#### Canada Atlantique

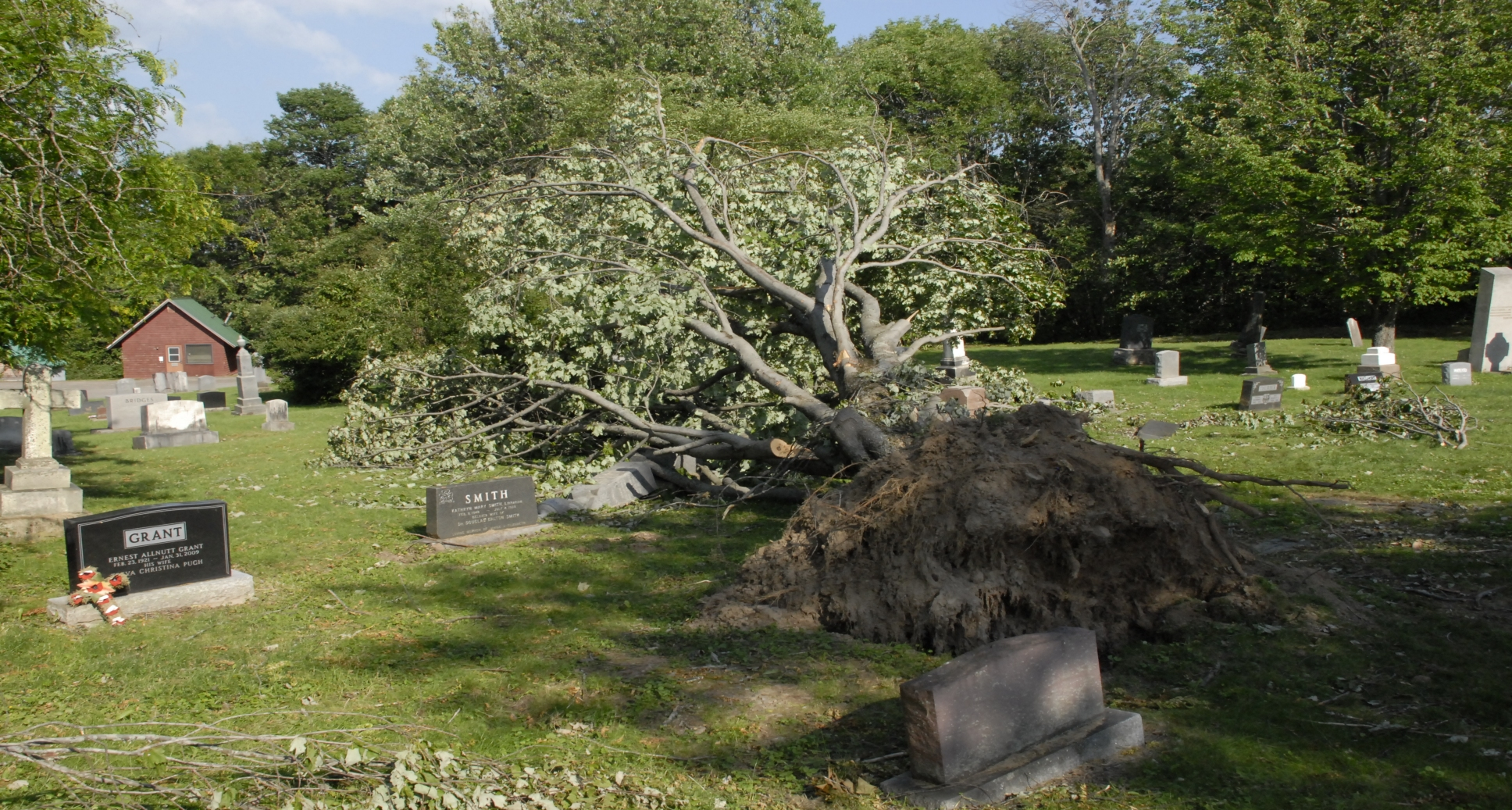
Arbre déraciné dans un cimetière de Fredericton

En milieu d'après-midi, samedi le 5 juillet, la Nova Scotia Power recensait 135 000 clients privés de courant. La tempête a entraîné des annulations de vols et des retards dans le plus grand aéroport de la région, à Halifax (Nouvelle-Écosse). À la base des Forces canadiennes Greenwood, la rafale maximale notée a été de 138 km/h.
Au Nouveau-Brunswick, ce sont plus de 115 000 coupures. Les pannes les plus importantes ont été constatées à Fredericton, à la suite de la chute d'arbres déracinés par les vents. Selon les autorités, 10 000 arbres ont été abattus dans cette ville seulement. Selon le Service météorologique du Canada (SMC), il est tombé plus de 50 mm sur tout le Nouveau-Brunswick avec des quantités de 100 mm ou plus sur le sud et l'est de la province. Les valeurs maximales ont été signalées à Saint-Stephen (143 mm), Noonan (140 mm), la péninsule acadienne (Miramichi (122 mm), Bathurst (114 mm) et Bas-Caraquet (107 mm), la côte du golfe Saint-Laurent (Kouchbouguac (111 mm) et des grandes villes comme Fredericton (92 mm). Les plus fortes rafales ont été enregistrées à Fredericton et Bas-Caraquet à 98 km/h. Les dégâts causés au réseau électrique par le passage d’Arthur sont estimés à plus de 12 millions $CAN et le 11 juillet, il restait encore plus de 16 000 clients sans électricité alors que 310 équipes d'Énergie Nouveau-Brunswick étaient à l'œuvre pour réparer les pannes
La Gendarmerie royale du Canada basée à l'Île-du-Prince-Édouard a annoncé que plusieurs poteaux électriques avaient été tirés hors de terre par la tempête, et que certaines routes étaient bloquées par des débris. les rafales enregistrées par le SMC ont été de 98 km/h à Summerside, 93 km/h à Harrington et de 105 km/h à Charlottetown.

#### Québec

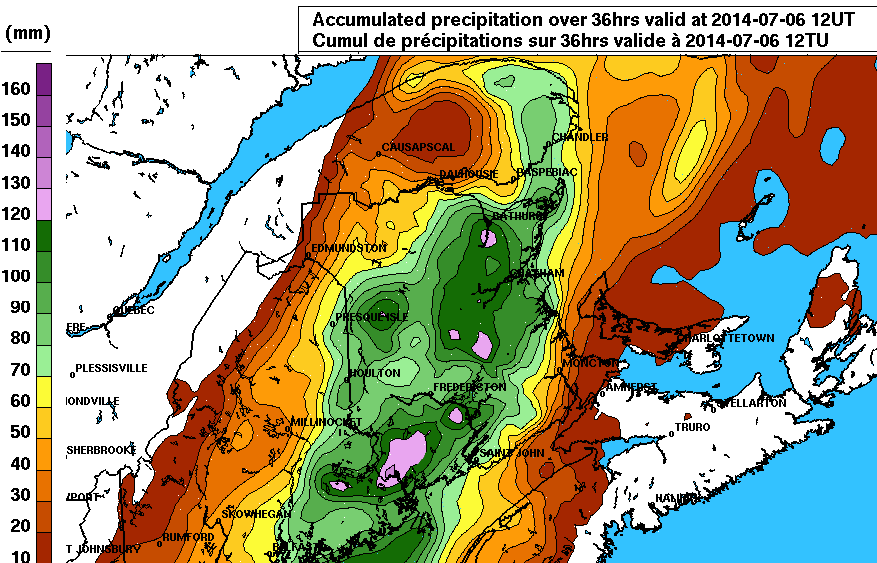
Accumulations de pluie sur l'Est du Canada

À 23 h le 5 juillet, Hydro-Québec rapportait 17 868 clients sans électricité dans la baie des Chaleurs qui en compte 56 010. La municipalité régionale de comté de Bonaventure était la plus touchée, avec 9126 clients sur 10 621 dans le noir, mais les pannes s'étendaient de Carleton-sur-Mer jusqu'à Gaspé. Selon la sécurité civile du Québec, c'est principalement le vent qui a causé ces ennuis, déracinant des arbres et brisant des poteaux d’Hydro-Québec. Des routes, dont la 132 à Carleton-sur-Mer, ont été momentanément fermées. Dans cette dernière municipalité, l'anémomètre du camping municipal indiquait 105 km/h à 11 h 20 le 5 juillet. Des bardeaux de toiture, des revêtements de maison, des enseignes de commerce et des briques du mur extérieur de l'église jonchaient le sol. Le long de la mer, trois yourtes flottantes étaient endommagées et le catamaran de bonne taille Taxsea flottait à l'envers devant l'école de voile.
Dans la région de Sainte-Anne-des-Monts à Mont-Louis, ce sont les pluies diluviennes sur le parc national de la Gaspésie qui ont fait sortir les cours d'eau de leur lit. La route 132 le long du fleuve et la route 198 passant par Murdochville et Marsoui ont été coupées par les eaux. La vice-première ministre du Québec Lise Thériault a visité la zone sinistrée de Marsoui le 9 juillet et le premier ministre du Québec, Philippe Couillard a fait de même le 11. Une énorme crevasse causée par un glissement de terrain coupe le village d'une trentaine de résidents en deux. Les sous-sols de la plupart d'entre eux et leurs bâtiments ont été inondés mais les compagnies d'assurance ont annoncé que leurs polices ne couvraient pas ce type de dommages. Monsieur Couillard a mentionné que 21 municipalités gaspésiennes étaient admissibles à une aide financière pour les sinistrés. Selon le maire de Marsoui, le décret du gouvernement va permettre un remboursement des biens essentiels et payer pour le nettoyage.